# Ростова, Полина
Полина Ростова (род. 20 декабря 1980, Жуковский) — российская певица, достигшая наибольшей популярности в начале 2000-х годов.

## Биография
Певица Полина Ростова родилась 20 декабря 1980 г. в городе Жуковский Московской области в семье музыканта. Мама девушки — инженер аэродинамической академии ЦАГИ им. Жуковского. С самого детства родители поддерживали её интерес к музыке. Когда ей было пять лет, её отдали в школу хорового искусства «Полёт». Она училась там в течение десяти лет и вместе с коллективом выступала в ряде европейских стран. Победила на областной олимпиаде по сольфеджио. После окончания школы поступила в музыкальное училище Октябрьской революции (дирижёрско-хоровой факультет). Кроме музыки занималась бальными танцами, теннисом, увлекалась катанием на скутере, полётами на спортивном самолёте.
Сольная карьера Полины Ростовой началась практически случайно. Однажды осенью в конце 1990-х годов она гуляла по Арбату, увидела караоке и исполнила там песню Селин Дион «My Heart Will Go On». На неё обратили внимание оказавшиеся поблизости музыканты из студии звукозаписи «Братья Гримм» Артур А’Ким и Дж. Мосс. Они дали ей номер телефона студии. Ростова сначала не восприняла это всерьёз, и связалась с музыкантами лишь через полгода. Первой записанной песней стала «По краю дождя», сразу принёсшая исполнительнице большой успех и попавшая на конкурс «Песня года 99». «Я помню этот первый эфир, когда я всё слушала и ждала, когда же она начнёт играть. И когда я услышала, у меня звёзды с потолка в квартире полетели. Вместо того, чтобы слушать и наслаждаться, я стала всем звонить и кричать: Моя песня, моя песня… После этого стало понятно, что мы что-то дальше будем делать». Другими известными песнями того времени стали «Падала звезда», «Несчастливая», «Поздно». В 2000 году лейблом «АРС-рекордз» был выпущен её дебютный альбом «По краю дождя». Песни Ростовой занимали высокие места в хит-парадах, она стала многократным лауреатом «Песни года» и «Золотого Граммофона», участвовала в «Рождественских встречах» Аллы Пугачёвой. Она прекратила учёбу в колледже и перешла в Государственное музыкальное училище им. Гнесиных на факультет эстрадного вокала, окончив его в 2002 году.
В 2002 году Ростова участвовала в международном конкурсе «Новая волна» в Юрмале. Своё выступление на конкурсе она сочла неудачным, поскольку из-за климата у неё начались проблемы с голосом. Целый год после Юрмалы она не могла петь. Кроме того, у неё возникли некие разногласия с продюсерами. Все эти события привели к тому, что Ростова на многие годы исчезла со сцены. По состоянию на 2004 год сообщалось, что она заключила контракт с лейблом REAL Records, её продюсировал Иосиф Пригожин и был записан второй студийный альбом. Однако этот альбом не вышел в свет.
Отойдя от музыки, Ростова занималась айкидо, а с 2008 года играла в мюзиклах московских театров, сыграв главные роли в таких известных мюзиклах как «Иствикские ведьмы», «Франсуа Вийон», «Я выбираю жизнь».
В 2012 году она после длительного перерыва записала с соавтором первого альбома «По краю дождя» Дмитрием Моссом песню «Это только слова». С 2016 года вернулась к активной музыкальной деятельности, выпустив два авторских альбома «Фантомы любви» (2018) и «В зоне любви» (2020). Кроме этого, на 2022 год вышло полтора десятка синглов, наиболее успешные из которых: «Дура счастливая», «Жара», «Стальные глаза», «Это наша любовь» и другие. Практически весь новый материал Полина Ростова выпускает не только как вокалистка, но и как автор музыки, а тексты пишет её муж Иван Фролов. Кроме этого Ростова не прекращала сотрудничество с Дмитрием Моссом и в 2018 году Ростова записала с ним песню «Когда любовь найдёт меня», ставшую официальным саундтреком сериала «Просто роман», в котором также прозвучала и её песня «Фантомы любви» из одноимённого альбома.
1 апреля 2022 года состоялся релиз нового сингла «Найти».

## Личная жизнь
В начале 2000-х годов ходили слухи о романе Полины Ростовой с одним из участников группы Eiffel 65 («Один из ребят пытался за мною ухаживать, кто-то сфотографировал нас пару раз вместе»). На фестивале «Новая волна-2002» у неё произошёл роман с участником группы Smash!! Сергеем Лазаревым. Впоследствии она вышла замуж за Ивана Фролова, ставшего автором текстов её новых песен, у них родился сын Фёдор.

## Дискография

### Альбомы
1. По краю дождя (2000)
2. The Best! (2017)
3. Фантомы любви (2018)
4. В зоне любви (2020)